# Fabien Eboussi Boulaga
Fabien Eboussi Boulaga, né le 17 janvier 1934 à Bafia (Cameroun) et décédé le 13 octobre 2018 à Yaoundé (Cameroun) , est un philosophe camerounais. Ancien jésuite, il a particulièrement contribué au développement d'une théologie chrétienne africaine.

## Biographie
Fabien Eboussi Boulaga fait ses études secondaires au petit séminaire d'Akono, dans le sud du Cameroun, avant d'entrer au noviciat jésuite en 1955. Il est ordonné prêtre en 1969, à 35 ans, et fait sa profession solennelle définitive dans la Compagnie de Jésus en 1973, à 39 ans. 
Très tôt, certaines considérations philo-théologiques sur la nécessité d'africaniser la foi et la pratique religieuse chrétienne provoquent des controverses. Ainsi en fut-il lorsque son livre Bantou problématique fut publié (en 1968).  Son appel au départ des missionnaires blancs, notamment dans La démission, en 1974, provoqua de fortes réactions dans les milieux ecclésiastiques[Lesquels ?]. Trois ans plus tard, il publie La Crise du Muntu qui se penche sur les questions d'authenticité et de tradition très en vogue dans les années 1970. 
En 1980, il décide de quitter l'Ordre des Jésuites et demande son retour à l'état laïc⁣ ; ce départ de la vie sacerdotale et religieuse vient à la suite d'une réflexion mûrie et nourrie : en effet, Eboussi affirme avoir « perdu la foi » dès 1969. Il publie une année plus tard Christianisme sans fétiche, une critique des prétentions dogmatiques et métaphysiques du catholicisme en contexte colonial. Titulaire d'une licence de théologie obtenue à l'Institut catholique de Lyon, docteur en philosophie puis en lettres, il fut enseignant à Abidjan, puis professeur à l'université de Yaoundé.
Il s'engage dans les années 1980 dans des associations de défense des droits de l'homme. Il publie des ouvrages, d'abord sur la théologie, puis sur la politique. En 1994, il est nommé professeur à l’Institut catholique de Yaoundé.

## Publications
- Le Bantou problématique, article, 1968, dans Présence africaine.
- La crise du Muntu, Authenticité africaine et philosophie, Présence africaine, Paris, 1977 et 1997.
- Christianisme sans fétiche : révélation et domination. Essai, Présence africaine, Paris, 1981.
- À contretemps, L’enjeu de Dieu en Afrique, Karthala, Paris, 1992.
- Les conférences nationales en Afrique, Une affaire à suivre, Karthala, Paris, 1993.
- La démocratie de transit au Cameroun, L'Harmattan, Paris, 1997.
- Lignes de résistance, Éditions CLE, Yaoundé, 1999.
- (en) Christianity without fetishes. An African critique and recapture of Christianity, traduit en anglais depuis Christianisme sans fétiche (Orbis Books, Maryknoll, N. Y., 1984), puis réédité par Lit Verlag (Allemagne) en 2002, avec un commentaire de Valentin-Yves Mudimbe et une nouvelle postface par l'auteur
- Le génocide rwandais - Les interrogations des intellectuels africains, (Sous dir.), Éditions CLE, Yaoundé, 2006.
- La dialectique de la foi et de la raison (Sous la direction), éditions terroirs, Yaoundé, 319 pages, 2007.
- L'Affaire de la philosophie africaine. Au-delà des querelles, Karthala-éditions terroirs, Paris-Yaoundé, 2011.